# Świadkowie Jehowy w Togo
Świadkowie Jehowy w Togo – społeczność wyznaniowa w Togo, należąca do ogólnoświatowej wspólnoty Świadków Jehowy, licząca w 2023 roku 23 432 głosicieli, należących do 363 zborów. Na dorocznej uroczystości Wieczerzy Pańskiej w 2023 roku zgromadziły się 65 534 osoby (około 0,8% mieszkańców. Od 2012 roku działalność miejscowych głosicieli koordynuje Biuro Oddziału w Abomey-Calavi w Beninie.

## Historia

### Początek działalności
W latach 40. XX wieku pierwszym wyznawcą, który głosił w obecnym Togo, był pochodzący z Jamajki William R. Brown (nazywany często Brown-Biblia [Bible Brown]). Regularnie zatrzymywał się w Lomé w czasie podróży z Nigerii w drodze na Złote Wybrzeże (obecnie Ghana), aby dostarczać tam zainteresowanym osobom publikacje Świadków Jehowy.
Od maja 1948 roku Ayité Sessi, pionier z Dahomeju (dzisiejszy Benin), przez krótki czas głosił w Togo, lecz władze zmusiły go do opuszczenia kraju. W roku 1950 powrócił do kraju wraz ze swym bratem Akakpo Agbetor, byłym bokserem. Ponieważ tu się urodził, mógł dość swobodnie prowadzić działalność kaznodziejską, a nawet urządzać zebrania. Przez pewien czas działalność w Togo była nadzorowana przez Biuro Oddziału w Nigerii, w 1954 roku nadzór przyjęło Biuro Oddziału w Ghanie. W latach 50. XX wieku do Togo przybyli pierwsi misjonarze Szkoły Gilead.
W 1966 roku zanotowano w Togo liczbę 319 głosicieli, powstało też miejscowe Biuro Oddziału. Trzy lata później liczba głosicieli wynosiła 1099. W roku 1970 w Lomé odbył się kongres międzynarodowy pod hasłem „Ludzie dobrej woli”, na który przybyło 4000 osób, w tym Nathan Homer Knorr i Frederick William Franz.
W latach 70. XX wieku pojawiła się kwestia neutralności politycznej. Każdy obywatel musiał dołączyć do jedynej partii politycznej w kraju. Od tego momentu Świadkowie Jehowy zmagali się z wieloma trudnościami: utratą pracy, wydaleniem ze szkół i nękaniem. Trudności te pogorszyły się do tego stopnia, że pionierzy specjalni zostali wydaleni z niektórych miejscowości. Świadkom Jehowy zabroniono kupowania lub sprzedawania na rynku, a nawet odmówiono im dostępu do opieki zdrowotnej. W celu ograniczenia rozprzestrzeniania się różnych kościołów pod koniec lat siedemdziesiątych władze zakazały działalności 15 wspólnotom religijnym. W maju 1978 roku władze zakazały działalności tego wyznania. Biuro Oddziału zostało zamknięte, a misjonarze otrzymali polecenie opuszczenia kraju.

### Legalizacja i rozwój
10 grudnia 1991 roku oficjalnie uznano Świadków Jehowy w Togo. W styczniu 1992 odbyło się zgromadzenie okręgowe pod hasłem „Lud miłujący wolność”. Liczba głosicieli w kraju wynosiła 6443, a w kongresie wzięło udział 25 467 osób. 556 osób przyjęło chrzest, co stanowiło 8,6 procent ogółu głosicieli.
1 czerwca 1993 roku ponownie otwarto Biuro Oddziału. W kraju działało 7125 głosicieli, z tego w stolicy kraju Lomé 4200 w 33 zborach, którzy spotykali się w 6 Salach Królestwa. Do Togo powrócili misjonarze.
W 2003 roku oddano do użytku Salę Zgromadzeń w Lomé. W 2007 roku zanotowano liczbę 14 693 głosicieli, a na uroczystości Wieczerzy Pańskiej zebrało się 60 916 osób.
W 2008 roku oddano do użytku Salę Zgromadzeń w Kpalimé. W 2008 roku liczba głosicieli przekroczyła 15 000 osób, a dwa lata później 16 000. W 2011 roku w kraju działało 17 240 głosicieli, a w roku 2015 liczba ta wzrosła do 23 112. Od marca 2011 roku działalność w Togo koordynuje Biuro Oddziału w Beninie. 
W grudniu 2014 roku na kongresach pod hasłem „Szukajmy najpierw Królestwa Bożego!” w Ghanie ogłoszono wydanie Pisma Świętego w Przekładzie Nowego Świata w języku ewe. Program był transmitowany na kongres, który odbył się na stadionie Kegué w Lomé. 
16 grudnia 2018 roku w mieście Kara ogłoszono wydanie Chrześcijańskich Pism Greckich w Przekładzie Nowego Świata w języku kabre.
Z powodu pandemii COVID-19 zaplanowany na grudzień 2020 roku kongres specjalny pod hasłem „Zawsze się radujcie!” w Lomé został odwołany.
2 marca 2023 roku w Kara Wilfrid Sohinto, członek Komitetu Oddziału w Beninie ogłosił wydanie Pisma Świętego w Przekładzie Nowego Świata w języku kabre. W specjalnym zgromadzeniu wzięło udział 2959 osób. Językiem tym posługuje się 1150 głosicieli należących do 27 zborów i grup. W mieście Kara znajduje się Biuro Tłumaczeń na ten język. W sierpniu 2024 roku 
wydano przekład biblijny Ewangelii według Mateusza i Ewangelii według Marka w języku aja. 
Językiem tym posługiwali się głosiciele w 12 zborach i 2 grupach.
W grudniu 2025 roku w Lomé odbędzie się kongres specjalny pod hasłem „Prawdziwe wielbienie Boga!” z udziałem zagranicznych delegacji m.in. z Ghany, Kamerunu, Nigerii, Rumunii, Rwandy, Stanów Zjednoczonych i Wybrzeża Kości Słoniowej.
W 2024 roku w Togo funkcjonowało 200 Sal Królestwa, w których odbywały się zebrania zborowe w językach: angielskim, aja, amerykańskim migowym, ewe, francuskim, ibo, kabre oraz moba. Kongresy odbywają się w języku angielskim, amerykańskim migowym, ewe, francuskim i kabre (kabije).
Biuro Tłumaczeń znajduje się w Lomé, a zespół tłumaczy w języku kabiye, w mieście Kara. W 2019 roku w Togo funkcjonowały 164 Sale Królestwa.